# Tabor (Slovénie)
Pour les articles homonymes, voir Tabor.
Tabor est une commune du nord-est de la Slovénie située dans la région de la Basse-Styrie. La commune est née en 1998 de la réorganisation du territoire de la commune de Žalec.

## Géographie

### Villages
Les villages qui composent la commune sont Črni Vrh, Kapla, Tabor, Loke, Miklavž pri Taboru, Ojstriška vas et Pondor.

## Démographie
Entre 1999 et 2021, la population de la commune de Tabor est restée proche de 1 500 habitants,.
Évolution démographique
| 1999  | 2000  | 2001  | 2002  | 2003  | 2004  | 2005  | 2006  | 2007  |
| ----- | ----- | ----- | ----- | ----- | ----- | ----- | ----- | ----- |
| 1 485 | 1 489 | 1 509 | 1 528 | 1 523 | 1 516 | 1 505 | 1 500 | 1 493 |
| 2008  | 2009  | 2010  | 2011  | 2012  | 2013  | 2014  | 2015  | 2016  |
| 1 526 | 1 510 | 1 516 | 1 590 | 1 614 | 1 603 | 1 620 | 1 655 | 1 645 |
| 2017  | 2018  | 2019  | 2020  | 2021  |       |       |       |       |
| 1 647 | 1 668 | 1 645 | 1 669 | 1 670 |       |       |       |       |